# Un caso per Schwarz
Un caso per Schwarz (Schwarz greift ein) è una serie televisiva tedesca in 41 episodi trasmessi per la prima volta nel corso di 3 stagioni dal 1994 al 1999.

## Trama
È una serie poliziesca incentrata sui casi affrontati da Henning Schwarz, sacerdote di Francoforte ed ex investigatore della polizia (dimessosi dopo essersi reso responsabile della morte di un uomo) e dal suo ex collega Reiner Berg.

## Personaggi e interpreti
- Henning Schwarz (41 episodi, 1994-1999), interpretato da Klaus Wennemann.
- Konrad Hellmann (40 episodi, 1994-1999), interpretato da Klaus Herm.
- Erika Voss (25 episodi, 1994-1999), interpretata da Patricia Schäfer.
- Albert Jakob (23 episodi, 1994-1999), interpretato da Dieter Landuris.
- Ursula Weber (23 episodi, 1994-1999), interpretata da Gabriele Violet.
- Rainer Berg (16 episodi, 1994-1995), interpretato da Rainer Grenkowitz.
- Jan Fischer (15 episodi, 1994-1999), interpretato da Thure Riefenstein.
- Gina Mancini (15 episodi, 1995-1999), interpretata da Barbara Ricci.
- Ma Becker (14 episodi, 1994), interpretato da Ingeborg Lapsien.
- Anna Luschek (14 episodi, 1994-1999), interpretata da Helmi Schneider.
- Gabriela Mancini (13 episodi, 1995-1999), interpretata da Lina Sastri.
- Max Becker (12 episodi, 1994-1995), interpretato da Rino Galiano.
- Rita Blum (12 episodi, 1994), interpretata da Cristina Marsillach.
- Barbara Grund (11 episodi, 1999), interpretata da Suzanne Ziellenbach.

## Produzione
La serie fu prodotta da Sat.1. Le musiche furono composte da Rainer Oleak e Klaus Roggors.

### Registi
Tra i registi sono accreditati:
- Klaus Gietinger in 9 episodi (1995)
- Gert Steinheimer in 6 episodi (1994)
- Peter Carpentier in 4 episodi (1994)
- Bodo Fürneisen in 4 episodi (1994)
- Charly Weller in 4 episodi (1995)
- Helmut Metzger in 4 episodi (1999)
- Peter Weissflog in 4 episodi (1999)
- Holger Barthel in 2 episodi (1999)
- Kai Borsche in 2 episodi (1999)

### Sceneggiatori
Tra gli sceneggiatori sono accreditati:
- Matthias Herbert in 9 episodi (1994)
- Daniel Maximilian in 6 episodi (1999)
- Thomas Pauli in 6 episodi (1999)
- Manfred Birkel in 5 episodi (1995)
- Walter Steffen in 5 episodi (1995)
- Georg Marioth in 5 episodi (1999)
- Friedemann Fromm in 4 episodi (1994-1995)
- Klaus Gietinger in 4 episodi (1994-1995)
- Christina Christoff in 4 episodi (1994)
- Beate Pfeiffer in 4 episodi (1999)
- Daniel Christoff in 3 episodi (1994)
- Stefan Höfler in 3 episodi (1995-1999)
- Andy T. Hoetzel in 2 episodi (1995)
- Jürgen Wöhrle in 2 episodi (1995)

## Distribuzione
La serie fu trasmessa in Germania dal 10 febbraio 1994 al 4 agosto 1999 sulla rete televisiva Sat.1. In Italia è stata trasmessa su Rai 2 con il titolo Un caso per Schwarz.

## Episodi
| Stagione         | Episodi | Prima TV Germania |
| ---------------- | ------- | ----------------- |
| Prima stagione   | 13      | 1994              |
| Seconda stagione | 13      | 1995              |
| Terza stagione   | 13      | 1999              |